# Криппа, Йеманеберхан
Йеманеберхан Криппа (фр. Yemaneberhan Crippa; род. 15 октября 1996, Дэссе, Амхара) — итальянский легкоатлет, специализирующийся в беге на длинные дистанции. Чемпион Европы 2024 года в полумарафоне. Двукратный призёр чемпионатов Европы.

## Биография
Родившийся в Волло в северо-восточной части Эфиопии, Йеманеберхан потерял своих родителей в Эритрейско-эфиопской войне и оказался в приюте в Аддис-Абебе. Он был взят под опеку в 2001 году итальянской парой Роберто и Луисой Криппой и поселился с ними в Тренто в Италии. Он был одним из девяти детей, усыновленных парой, вместе со своими старшими братьями Некагенетом и Келему. Вначале он сосредоточился на футболе, прежде чем переключился на занятия легкой атлетикой, оба его брата также увлечены бегом.
4 июня 2010 года он записал новый итальянский рекорд в Тренто на дистанции 1500 м, выиграв гонку со временем 3:59.57.
В 2013 году, еще будучи студентом, он принимал участие в двух международных юношеских турнирах: на чемпионате мира в Быдгоще в Польше он занял 38-е место по индивидуальной классификации и 6-е место в командном зачете. На чемпионате Европы в Белграде (Сербия) он завоевал бронзовую медаль в командах с юниорами, заняв седьмое место в индивидуальном испытании. Он также участвовал в чемпионате мира в Донецке в Украине, заняв шестое место на 1500 м и обновив новый итальянский рекорд в этой дисциплине.
Выиграв несколько медалей в разных возрастных категориях, он дебютировал на чемпионате Европы 2016 года в Амстердаме, заняв восьмое место на дистанции 5000 метров. Через год он занял седьмое место на дистанции 3000 метров на чемпионате Европы 2017 года в Белграде.
7 августа 2018 года он выиграл бронзовую медаль в забеге на 10000 м на чемпионате Европы, проходившем в Берлине.
На чемпионате Европы 2024 года в Риме, итальянец стал победителем в полумарафоне.

## Интересные факты
Личная и семейная история Йеманеберхана и его брата Некагенета (принята вместе с 7 братьями) рассказала режиссер Маттео Вальсеччи в документальном фильме «Еема и Нека», представленном в 2015 году на различных фестивалях, в том числе: 63-й кинофестиваль в Тренто и Интернационал Бергфильмфестивале в Зальцбурге. В ноябре 2016 года документальный фильм получил почетное упоминание в 34-м издании Sport Movies & Tv — Milano International FICTS Fest.

## Личные рекорды
- 1500 метров — 3:38.22, 31 мая 2018 года, Рим;
- 3000 метров — 7:43.30, 13 июня 2018 года, Острава;
- 5000 метров — 13:18.83, 3 мая 2018 года, Стенфорд;
- 10 000 метров — 27:44.21, 19 мая 2018 года, Лондон.